# Paro Chhu
Il Paro Chhu è un fiume del Bhutan occidentale ed è un affluente del Raidāk.

## Corso del fiume

### Sorgente

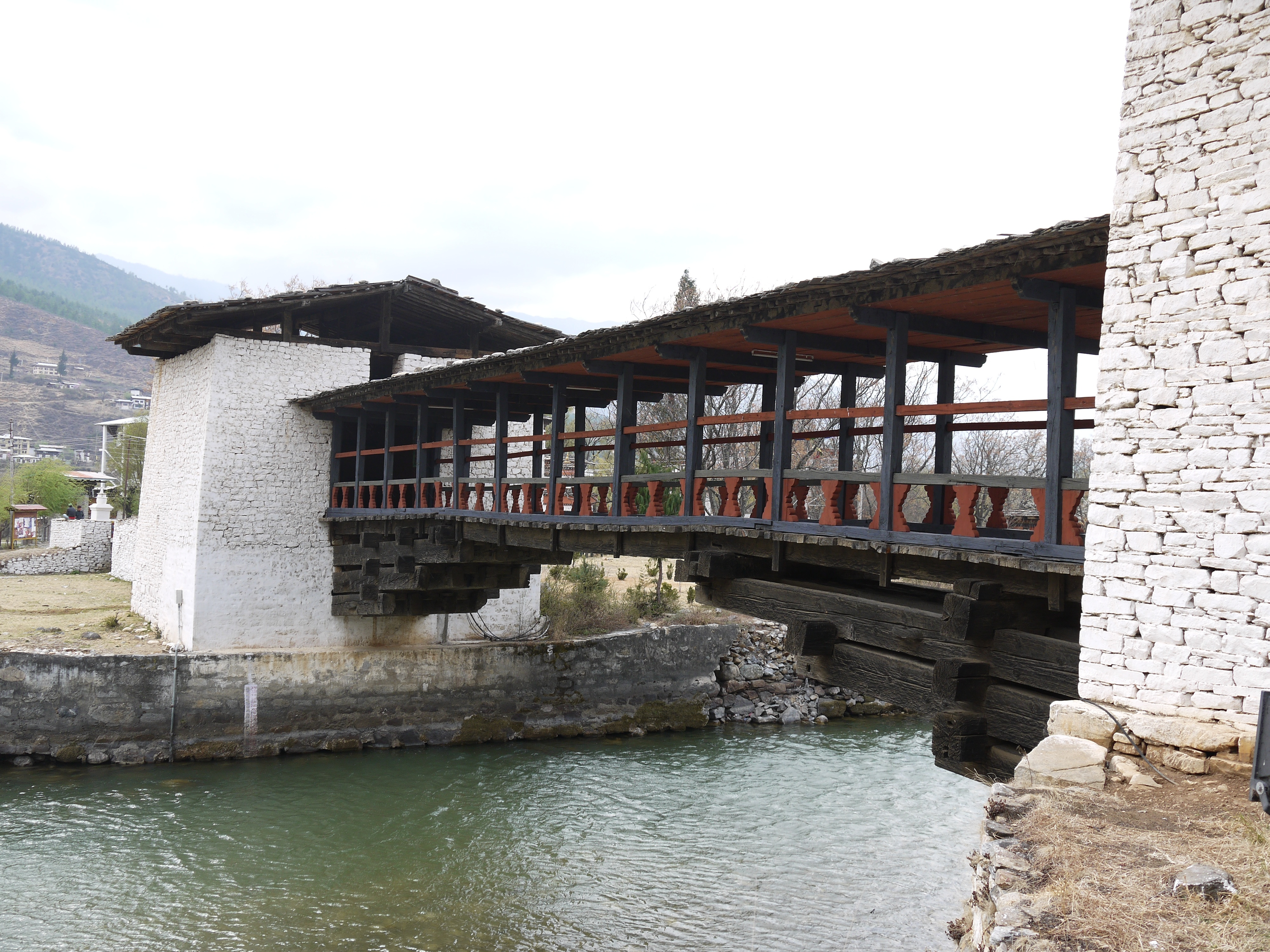
Foto del Nyamai Zam.

Il Paro Chhu sorge a sud del monte Jomolhari. Le sue acque scorrono attraverso i prati e le gole del Parco nazionale di Jigme Dorji, per poi discendere verso le vallate. Il fiume attraversa anche territori coperti da foreste subalpine e temperate. Ricco di trote, nei suoi primi chilometri il Paro Chhu fornisce acqua a campi di riso e a frutteti con meli e peschi.

### Paro
Il Paro Chhu attraversa la valle di Paro, una delle città più importanti del Bhutan, passando nei pressi di diversi edifici religiosi o civili: tra questi, i più famosi sono il monastero di Taktsang e il Rinpung Dzong, universalmente considerati due dei migliori esempi dell'architettura bhutanese classica. In prossimità del Rinpung Dzong il fiume è attraversato da un ponte di legno noto come Nyamai Zam, ricostruito dopo un'alluvione verificatasi nel 1969 e reso celebre nel mondo da Piccolo Buddha, film del 1993 diretto da Bernardo Bertolucci. Superata la città, il fiume passa in prossimità dell'Aeroporto Internazionale di Paro.

### Chhuzom
Chhuzom è un toponimo composto dalle parole dzongkha chhu ("fiume") e zom ("unione"). È il punto in cui il Paro Chhu si getta nel Raidāk. Nella cultura bhutanese questo luogo è considerato il simbolo dell'unione tra un padre (Paro Chhu) e una madre (Raidāk). Tuttavia, secondo alcune tradizioni popolari locali, il luogo in cui due fiumi si incontrano può essere sede di eventi negativi, ed è per questo motivo che nell'area sono stati costruiti ben tre stupa contro spiriti e forze del male. Ogni stupa è costruito secondo stili architettonici diversi - bhutanese, tibetano e nepalese. Dopo l'incontro con il Paro Chhu, il Raidāk viene indicato anche con il nome di Wong Chhu.

## Clima

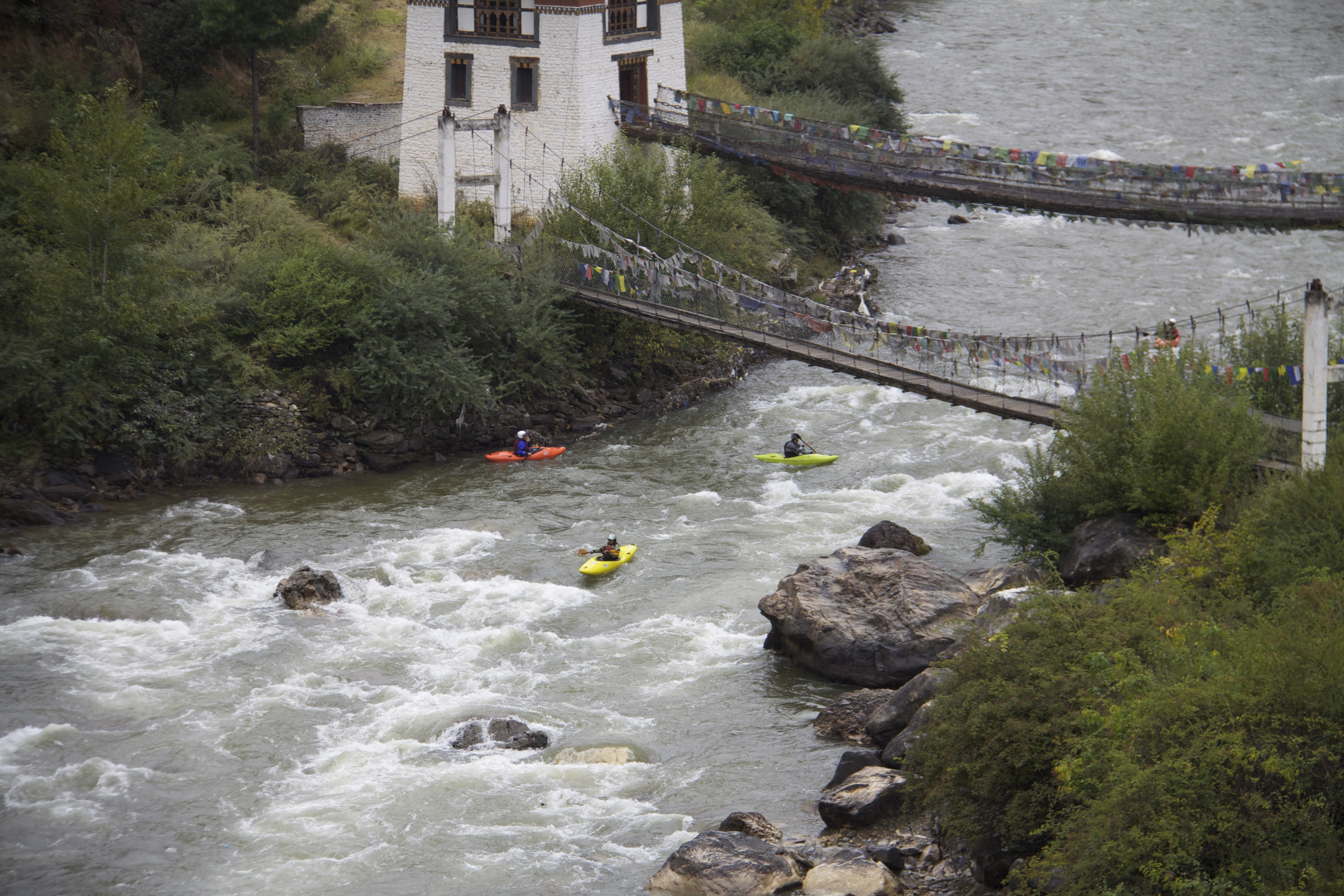
Alcuni kayakisti si esercitano nel corso inferiore del Paro Chhu.

Il fiume attraversa per gran parte del suo percorso un tratto di alta montagna caratterizzato da clima subartico. La temperatura media annua si aggira intorno agli 8 °C, passando dai 10 °C medi di giugno ai 3 °C di media di gennaio. Invece, le precipitazioni arrivano a 1.550 mm annui, passando dai 2 mm di novembre ai 319 mm di giugno.

## Sport
Il tratto inferiore del Paro Chhu offre 7 km per chiunque voglia praticare kayaking a livelli amatoriali, nonostante la presenza di piccole rapide. Il fiume non è invece adatto per praticare rafting a causa delle sue dimensioni ridotte. Dopo il Chuuzom soltanto i più esperti praticanti di kayaking possono continuare il percorso.